# Gammel-Olatjärnen
Gammel-Olatjärnen är en sjö i Älvdalens kommun i Dalarna och ingår i Dalälvens huvudavrinningsområde.